# ريجنالد بارسونز
ريجنالد بارسونز (بالإنجليزية: Reginald Parsons)‏ هو شخصية أعمال أمريكي، ولد في 3 أكتوبر 1873، وتوفي في 9 يونيو 1955.